# パレスチナ人の帰還権

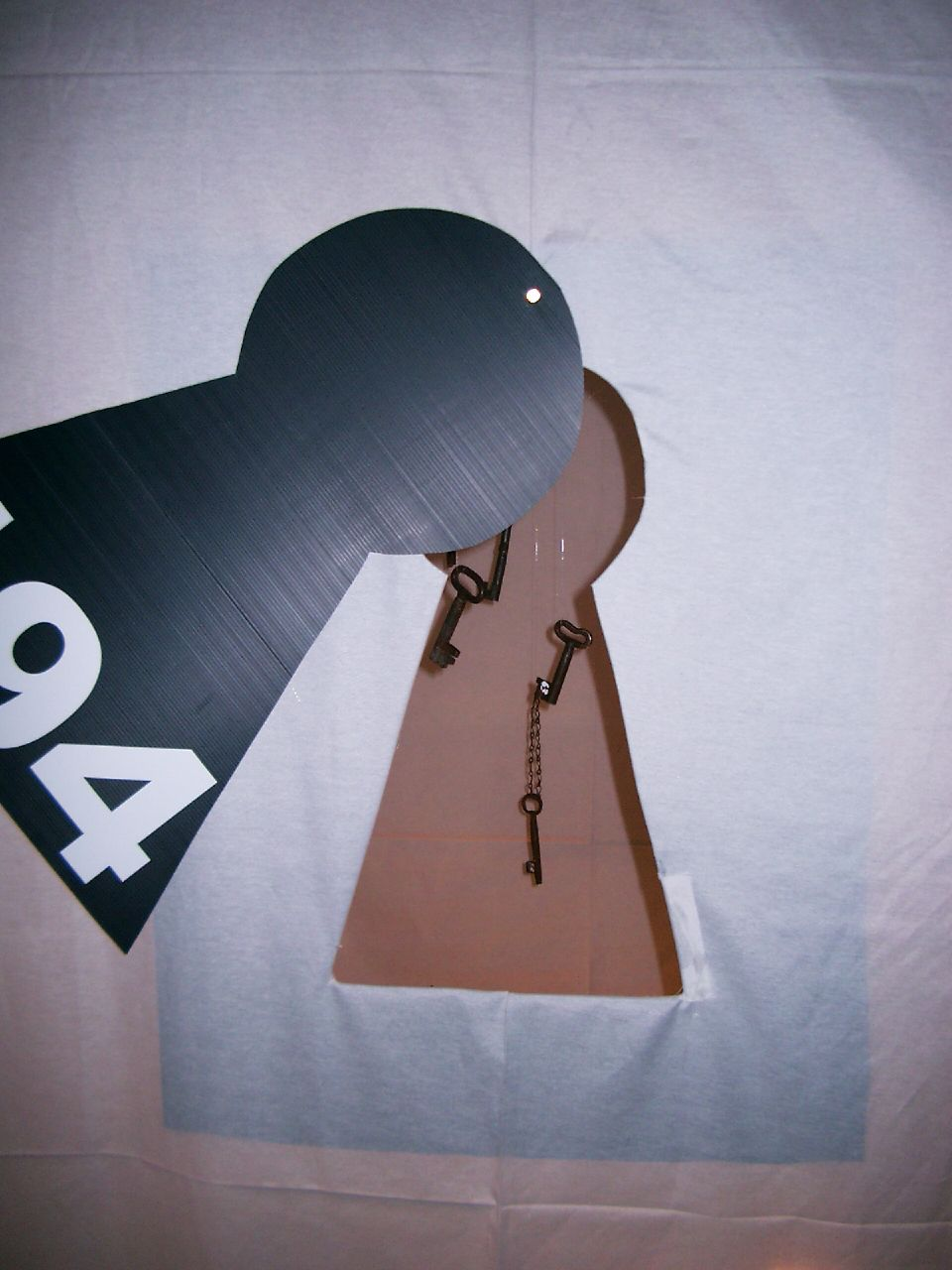
国連総会決議194にちなんで「Resolution 194」と名付けられた作品。鍵は1948年に難民となった多くのパレスチナ人がいつの日かの帰還を待って保管していることから帰還権の象徴となった。

パレスチナ人の帰還権（パレスチナじんのきかんけん、アラビア語: حق العودة الفلسطيني; 短縮形はالعودة, al-ʻAwdah　, 英: Palestinian Right of Return）は、1948年のナクバや1967年のナクサの際に難民となったパレスチナ人とその子孫が、かつて居住していたパレスチナ領（現在のイスラエルおよびパレスチナ自治区）に帰還する権利、およびそれを有するという政治的原則。
パレスチナ人の帰還権は、1948年12月11日に国連によって初めて国際的に認められ、1974年に行われた国連総会決議3236によって「パレスチナ人民の不可譲の権利」として宣言された。イスラエル政府は、パレスチナ難民のイスラエル領への帰還を権利として認めず、複数の他国政府が合同で解決するべきだと主張する。
パレスチナ人の帰還権を象徴するシンボルとして「パレスチナの鍵」や抑圧に耐え帰還を待つ少年「ハンダラ」がある。

## 概要
1948年、イスラエル建国に伴うナクバで、推定で70万人から80万人のパレスチナ人が難民となり、さらに1967年のナクサで再び28万人から35万人のパレスチナ人が故郷を追われ、難民となった。1967年に難民となった人のうちの約半数は、1948年のナクバで故郷から追放された人で、2度目の避難を強いられた。2012年時点で、パレスチナ難民の一世代目は約3万から5万人が存命していると推定され、難民状態で生まれたその子孫は約500万人とされる。いまだに多くのパレスチナ人難民が無国籍のまま、近隣諸国やパレスチナ自治区の難民キャンプに居住している。
1948年のナクバ以来、帰還権はパレスチナ人の解放運動にとって非常に重要な課題となっている。1974年の第12回パレスチナ民族評議会で帰還権はパレスチナの権利の最重要項目と位置付けられ、自己決定権と国家の独立権とともにパレスチナ解放機構の不可譲の権利の基本三条項の一つと位置づけられた。
パレスチナ解放人民戦線(PFLP)のライラ・カリドは、自身の生まれた故郷でもあったテルアビブへ向かうトランス・ワールド航空840便をハイジャックした際、イスラエルの管制塔に無線で次のように語っている。
初めて国際的に帰還権が認識されたのは、1948年12月11日に採択された国際連合総会決議194であった。また、1974年11月22日に採択された国際連合総会決議3236では、帰還権を「不可譲の権利」と宣言した。国連総会決議194第11条では次のように定めている：
帰還権を支持する人は、国際法の下で一般的に認められた権利であり、特にパレスチナ人の置かれた状況に当てはまる人権であると主張する。この見解では、帰還を選択しない、または帰還が実現できない人は補償を受けるべきであるとされる。また、イスラエルがパレスチナ人の帰還権を拒否していることについて、イスラエル政府が世界中のユダヤ人に恒久的に定住する権利を与えるユダヤ人の帰還法と対照的で、パレスチナ人には同等の人権が与えられていないと指摘している。
イスラエル政府はパレスチナ人に「帰還権」があるという考えを一貫して拒否している。帰還権に反対する人は、国際法に基づかない、実現不可能な要求であり、パレスチナ難民をイスラエルが受け入れることになれば、シオニズムの目指すユダヤ人による単一民族国家の終焉につながると主張する。イスラエル建国直後の1948年6月、イスラエル政府は帰還権を認めない立場を表明し、1949年8月2日に国連に送った手紙で再び立場を表明した。イスラエル政府はパレスチナ難民問題の解決は、難民の急パレスチナ領への帰還ではなく、他国での再定住を通して達成すべきであると述べた。

## 背景

### 1948年のパレスチナ人の大規模な追放
パレスチナ難民問題は1948年のナクバ（大厄災）に始まった。ナクバとは、イスラエル建国に伴い、イスラエル軍およびユダヤ系武装組織がパレスチナ人らに対して行った虐殺、暴力的な追放、土地や財産、所有物を剥奪などを伴う民族浄化を指す。
パレスチナ分割決議が決議された1947年末からイスラエル建国前の1948年3月の間に約10万人のパレスチナ人が緊迫する状況を恐れ、家を離れた。多くの中流階級や上流階級の都市住民が含まれ、近いうちに帰還するつもりで避難した。
1948年の4月から7月にかけては、25万から30万人が入植者の武装組織の侵攻を前に難民となった。特にハイファ、ティベリア、 ベート・シェアン、サフェド、ヤッファおよびアッカーの町は90%以上のアラブ住民を失った。特にテルアビブ-エルサレム道路沿いや東ガリラヤで追放が顕著であった。
1948年6月の停戦後、新たに約10万人のパレスチナ人が難民となった。リッダとラムラの住民約5万人は、ダニー作戦でイスラエル軍によってラマッラーへ追放され、他にも多くの人がイスラエル軍が行った掃討作戦で追放された。停戦協定後、イスラエル軍のパレスチナ領への最大の進軍となったデケル作戦では、ナザレと南ガリラヤに住むアラブ人は家に留まることを許され、この人口が後にイスラエルのアラブ系市民となった。
1948年10月から11月にかけて、イスラエル軍はネゲブからエジプト軍を追い出すためのヨアヴ作戦と、北ガリラヤからアラブ解放軍を追い出すためのヒラム作戦を実行。この時、20万から22万人のパレスチナ人が難民となった。難民の多くは虐殺を恐れて逃げたが、残った者も追放された。ヒラム作戦中、少なくとも9件のアラブ人に対する虐殺がイスラエル軍によって行われた。停戦後、1948年から1950年にかけて、イスラエル軍は国境地帯を掃討し、さらに約3万から4万人のアラブ人を追放した。
国連は当時イスラエル建国に伴うパレスチナ難民の数を71万1000人と推定している。

### 不在者財産
パレスチナ人が自宅を離れている最中、イスラエルの指導者らは避難民の帰還を許さない決定を下した。1948年5月1日にハイファを訪れた際、ゴルダ・メイアは「ユダヤ人は残っているアラブ人を『市民的および人道的平等』で扱うべきだが、『逃げた者の帰還について心配するのは我々の仕事ではない』」と宣言した。上述の通り、実際には5月の宣言以降も多くのパレスチナ人が追放された。
パレスチナ人の帰還反対のロビー活動は、建国されたイスラエルの地方自治体、キブツ運動家、政府の入植部門、武装組織の指揮官、ヨセフ・ヴァイツやエズラ・ダニンなどの影響力のある人物によって構成されるグループが行った。ヨセフ・ヴァイツが指揮の下トランスファー委員会が設立され、パレスチナ人の追放と帰還に対する組織的な妨害をおこなった。また、パレスチナ人の不在を既成事実として扱う方針が取られ、7月には公式な政策となった。パレスチナ人の家や財産については、新たに制定された不在者資産法に関する条項を元にイスラエル政府が押収し、多くの村は破壊された。
一部の専門家は、ドイツがホロコースト下でユダヤ人に対して行った財産の没収と、イスラエル建国により追放されたパレスチナ人の資産の押収の類似性を指摘し、ドイツが戦後に行った財産返還と賠償の原則をパレスチナ人にも適応すべきだと主張する。
1945年、委任統治領パレスチナの2,640万ドゥナム（約26,400km²）の土地のうち、48%はアラブ人が所有、6%はユダヤ人が所有、6%は公有地であり、40%はベドウィンが居住するネゲブ砂漠地帯のであった。1949年までに、イスラエルはパレスチナの土地の78％にあたる約20,500km²を占領した。そのうちはユダヤ人の私有地が8％（約1,650km²）、アラブ人の私有地が6％（約1,300km²）、残りの86％はイスラエルの国有地となった。

### 難民の避難先
ナクバによって発生した難民の多くはヨルダン、レバノン、シリア、エジプト、また当時トランスヨルダンに占拠されていたヨルダン川西岸地区とエジプトに占拠されていたガザ地区の難民キャンプで帰還の機会を待った。
ヨルダン以外のアラブ諸国はいまだに多くのパレスチナ難民に完全な市民権を与えていない。また多くは自国内で生まれたパレスチナ難民にも市民権を与えない。これらはパレスチナ難民らが旧パレスチナ領の自宅に戻ることを望んでいるためと、パレスチナ難民の問題を自国で解決したくないという意図が指摘され、パレスチナ難民にとっての社会的、経済的な困難に繋がっている。

### 1967年のパレスチナ人の大規模避難
1967年、第三次中東戦争でまた新たなパレスチナ人難民が発生した。推定では28万から35万人のパレスチナ人が西岸地区、ガザ地区、ゴラン高原から避難または追放され、そのうち約12万から17万人はナクバ時の難民であり、2度目の難民となった。

### 1967年以降のイスラエルによる違法入植地
一般的にイスラエルによる違法入植地とは、1967年の第三次中東戦争以降にイスラエル、およびユダヤ人入植者が押収、占領した土地を指す。イスラエルはパレスチナ自治政府の自治領である東エルサレムを含むヨルダン川西岸地区やシリアの領土であるゴラン高原などで国際法条違法とされる占領を拡大しており、占領下でユダヤ人入植者によるパレスチナ人住民の土地や住居の収奪が続いている。

### 2023年イスラエルによるガザ侵攻での難民
2023年10月7日、パレスチナのガザ地区を統治するハマースによるイスラエル攻撃と人質の報復として、イスラエルは分離壁で封鎖されているガザ地区への空爆を開始。その後、イスラエル軍は地上侵攻を初め、2024年6月の時点で3万人以上のパレスチナ人の死者と200万人以上のガザの住民がガザ地区内で避難している。ガザ地区に住むパレスチナ人の多くは、ナクバの際に難民となったパレスチナ人である。

### ユダヤ人のアラブ諸国からの脱出とイスラエル移住との関係
帰還権に反対する立場として、パレスチナ難民とアラブ諸国からイスラエルへ移住したユダヤ人の大移動を比較する場合がある。
イスラエルは建国後、ユダヤ人の帰還法を制定し、国外のユダヤ人の移民を受け入れた。推定では、1948年から1951年までに23万人、1972年までに60万人のユダヤ人がアラブ諸国からイスラエルに移住した。その背景として、主にイスラエル建国によるシオニズム運動の加速と、第一次と第二次中東戦争を経て中東諸国で反ユダヤ主義が過熱した点が挙げられる。
2000年、当時のイスラエル首相ベンヤミン・ネタニヤフのディアスポラ問題担当顧問であるボビー・ブラウンと、世界ユダヤ人会議および主要なユダヤ人団体の代表者協議会は、アラブ諸国からのユダヤ人移民を公式に難民として認める集中的な政治キャンペーンを開始した。支持者らはこのキャンペーンがパレスチナ人の帰還権が認められることを防ぎ、パレスチナ難民の財産に対してイスラエルが支払う賠償額を減少させることを期待した。 2000年7月、当時のアメリカ大統領ビル・クリントンはイスラエルの公営放送チャンネル・ワンのインタビューで、アラブ諸国からのユダヤ人移民を難民として認めると明らかにした。

## 国連総会決議194
1948年12月11日に採択された国際連合総会決議194は、初めて帰還権を認めた決議である。
決議194は当時のパレスチナ地域の状況に関するものであり、地域の平和を促進するための組織としてパレスチナのための国連調停委員会を設立した。1960年代後半から、第11条はパレスチナ難民の「帰還権」の根拠として引用されることが多い。

### 第11条 - パレスチナ難民
1948年の国連総会決議194の中で、特に第11条がパレスチナ難民の帰還に関するものである。
第11条の内容は次の通りである:

## 帰還権に関する議論

### 帰還権を支持する見解

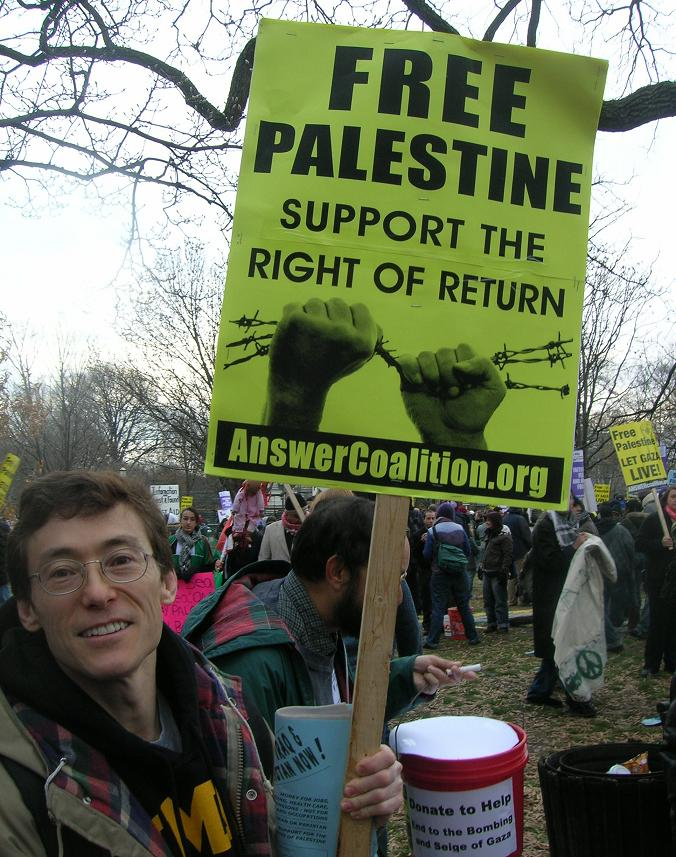
ワシントンD.C.で「帰還権」を支持する抗議者、2009年

パレスチナ人の帰還権の支持者は、以下のような根拠に基づいてその主張をしている。
- パレスチナ難民は、イスラエル軍および武装した過激派シオニスト組織によって直接引き起こされた難民である[55][56][57]。

- 難民の帰還権は国際法で保障されており、特にパレスチナ難民の帰還権については度々国際的な合意が行われている。
  - 1948年の世界人権宣言第13条第2項「すべての人は、いかなる国も含め、自国を離れる権利、および自国に戻る権利を有する。」[15][58]
  - 1949年のジュネーヴ条約[58]
  - 1974年の国連総会決議3236「パレスチナ人の家や財産に帰還する権利を再確認し、その帰還を求める」[59]
  - 1967年の国連安全保障理事会決議242は「難民問題の公正な解決」を求める[60][59]

スーザン・アクラムによれば、イスラエル国家の創設後のパレスチナ人の国籍/市民権の地位については多くの議論があるが、国際的に定着している国家承継および国際人権法の原則においては、追放されたパレスチナ人の無国籍化は違法であり、故郷に帰る権利を持ち続けていることが認められるとしている。
パレスチナ人学者や新歴史家と呼ばれるイスラエルの歴史家らは、パレスチナ難民は過激派シオニスト組織ハガナ、レヒ、イルグンの作戦によって強制的に追放されたため、国際法上帰還権が認められると主張する。その有力な証拠の一つに、1948年6月30日付のハガナの軍事情報部SHAIの報告書「1947年12月1日～1948年6月1日の期間におけるパレスチナ・アラブ人の移住」が存在する。
ハガナ軍事情報部の報告書によると「少なくとも退去の55％は、われわれ（ハガナ／IDF）の作戦によるものであった」。加えて報告書ではレヒとイルグンの作戦が「退去の約15％を直接引き起こした」としている。さらに2％はイスラエル軍によって出された追放命令によるもので、1％は心理攻撃が遂行された結果であるとした。つまり、イスラエルによって直接引き起こされたパレスチナ人の退去は73％になる。加えて、報告書は22％をパレスチナ人の「恐怖」と「自信の喪失」によるものだとしている。アラブ勢力による避難や移住の呼びかけは、全体の5％ほどだとされている。
2000年、世界中の100人の著名なパレスチナ人のグループが、帰還権は個人の権利であり、したがってパレスチナ人を代表するいかなる合意や条約においても削減または放棄されることはないとの意見を表明した。彼らは、財産権は「新しい主権や占領によって消滅することはなく、時効もない」と主張し、第二次世界大戦中に失われた財産の返還をヨーロッパのユダヤ人が成功を納めたのはこの原則に基づいていたと指摘した。

### 帰還権に反対する見解
パレスチナ人の帰還権に反対する者は、この権利がイスラエルをユダヤ国家として維持することを不可能にし、実現されればイスラエル内でユダヤ人が少数派になると主張している。
帰還権に反対する主張は、主に以下のような根拠に基づいている：
- 国際法には難民やその子孫、特にパレスチナ人の帰還を要求する正式なメカニズムは存在しない。イスラエルとパレスチナ人の間のいかなる国際法、拘束力のある国連決議、または合意にもそのような義務はない[70]。
- 特に、国連安保理決議242は、帰還権や他のいかなる取り決めも必須の解決策として言及しておらず、難民問題の「公正な解決」を求めているだけである[71][72]。
- 難民の地位に関する条約は難民の子孫について言及しておらず、新しい国籍を取得した場合にはその適用が終了する[73]。
- 1948年の難民危機は侵略したアラブ軍がパレスチナの民間人に戦闘地域を退避するよう命じたことによって引き起こされ、イスラエル政府はいかなる責任も持たない[74]。

エフライム・カルシュは、パレスチナ人は「彼らを追放しようとするシオニストの大計画の犠牲者ではなく」自主的な難民であり、したがって難民問題に対する責任は彼ら自身にあると述べ、イスラエルは賠償したり帰還を受け入れたりする義務はないと主張している。ベニー・モリスは、新しく建設したイスラエル国家は追放されたパレスチナ難民を敵と見なし、彼らが帰還すれば第五列を形成する可能性があったと述べている。Stig Jägerskiöldは1966年に、帰還権は個人的な権利として意図されていたのであり、「戦争の副産物として、または領土や人口の政治的移転によって追放された大量の人々の要求に対処する意図はなかった」と述べている。元イスラエル外相のモシェ・シャレットは、イスラエルとアラブ世界の間の難民の移動は事実上の交換移民であったと主張している。また、パレスチナの帰還権の執行には国際的な先例がないと主張するものもいる。また、1945年から1956年の間に中東および北アフリカから758,000〜866,000人のユダヤ人が移住、追放、避難したことと比較する論者もいる。
二国家解決の枠組みでは、パレスチナ難民の帰還権を認めると、イスラエルは二民族国家となり、さらにパレスチナ国家が承認されることになる。イスラエル人はこの要求が「二つの民族による二つの国家の解決」と本質的に矛盾していると見なし、そのため二国家解決を支持する多くのイスラエル人は、帰還権が議題である限りイスラエルとパレスチナの和平は不可能だと考える。
Ruth Lapidothは、国連総会決議194は帰還の「権利」を具体的に示しているのではなく、難民が帰還を「許可されるべき」と述べているに過ぎず、総会決議は法的拘束力を持たないと主張している。また、この決議の条件のうち「隣人と平和に共存する意志を持つこと」という条件がパレスチナの解放運動の抵抗によって満たされていないとし、交渉による賠償を求める権利はあるが、「帰還権」はないと主張している。イスラエルの初代首相であるダヴィド・ベン＝グリオンは、イスラエルがいかなるアラブ難民も「隣人と平和に暮らす」ことを確実に期待できる状況でなければ、帰還を受け入れる義務はないと主張した。
フォーダム大学法学部の教授であるアンドリュー・ケントは、帰還権を支持する者が引用するジュネーブ諸条約第四条や市民的及び政治的権利に関する国際規約などは、1948年のパレスチナ難民の発生後に発効されたため、これらの原則は適用されないと主張する。ただし、ケントは1948年以降の類似の状況下での難民の発生については、国際法は帰還権を義務付けざることを認めている。
Anthony Oberschallは、難民とその子孫が元の家に完全に帰還することは混乱を引き起こすと主張している。なぜなら、もともと存在していたパレスチナの村々は破壊され、その場所にはイスラエルによる開発が行われている為である。彼は「1948年の都市住宅、村、農場、オリーブの木々や草原はもう存在しない。それらはイスラエルの町、アパート群、ショッピングセンター、工業団地、農業ビジネス、高速道路に変わっている」と主張した。

## 和平交渉への影響
パレスチナ人難民の帰還権が認められないことはパレスチナ問題の解決の大きな障壁となっており、過去の和平交渉の失敗の大きな原因となっている。
多くのパレスチナ人は、1948年のイスラエル建国時に伴うナクバによって故郷を失ったと考えており、仮に帰還権を行使するつもりがなくても、帰還権をイスラエルとの和平合意の重要な要素と見なしている。パレスチナ人は、1948年のデイル・ヤシーン事件のような虐殺を挙げ、パレスチナ難民の多くは1948年のイスラエルによる民族浄化の犠牲者と見なしている。パレスチナの政党や武装グループは、社会主義やイスラム主義などの政治信条に関わらず、全て帰還権を強く支持している。パレスチナ自治政府は、帰還権を交渉不可能な権利と見なしている。
イスラエルのユダヤ人の多くは、パレスチナ難民の帰還権を文字通りに認めることに反対している。パレスチナ人が大量に帰還する事で、ユダヤ人がイスラエルで少数派となり、イスラエルがユダヤ宗教民族国家でなくなる。イスラエルにおける左派は、帰還権についての妥協に応じるべきだとしており、賠償やイスラエル建国によって離散したパレスチナ人家族の再統合の取り組み、限られた数の難民の受け入れなどの手段で解決することを支持しているが、完全な帰還権には反対している。 
イスラエルの政治指導者は一貫して帰還権に反対してきたが、補償、再定住の支援、人道的配慮による非常に限られた数の難民の帰還を和平交渉の中で提案してきた。
イスラエルが最初に限定的な帰還権を提案したのは、1949年のローザンヌ会議で、10万人の難民の帰還を認める提案をしたときであった。ただし、自宅に戻れることを意味せず、イスラエルが指定する再定住地への帰還、そして条件としてイスラエルが第一次中東戦争で獲得した領土を保持することと、残りの55万～65万人の難民をアラブ諸国が受け入れることを条件としていた。また、イスラエルが受け入れる10万人には、イスラエル建国後にすでに密かに帰還した2万5千人と離散した家族1万人も含まれている。アラブ諸国は道徳的および政治的理由でこの提案を拒否し、イスラエルはすぐにこの限定的な提案を撤回した。
イスラエル建国から52年後のキャンプ・デービッド会談（2000年）では、イスラエルは1948年にパレスチナ難民が失った財産に対する補償のための国際基金を設立し、10万人の難民を受け入れることを提案。その他のすべての難民は、現在の居住地、パレスチナ国家、または第三国に再定住し、アラファトに帰還権を永久に放棄することを要求。アラファトはその条件を拒否した。
パレスチナ難民の帰還権は、1993年のオスロ合意において「最終的地位交渉」まで解決が先送りされた問題の一つであったが、2000年にオスロプロセスが崩壊し、白紙となった。
2003年、米国、ロシア、EU、国連が提唱し、パレスチナ解放機構のアッバース議長が参加を発表した中東和平のロードマップについて、イスラエルの外相シルバン・シャロームはパレスチナ国家の樹立を認める条件の一つに帰還権の放棄を求めた。

## 難民問題の解決への歴史的試み

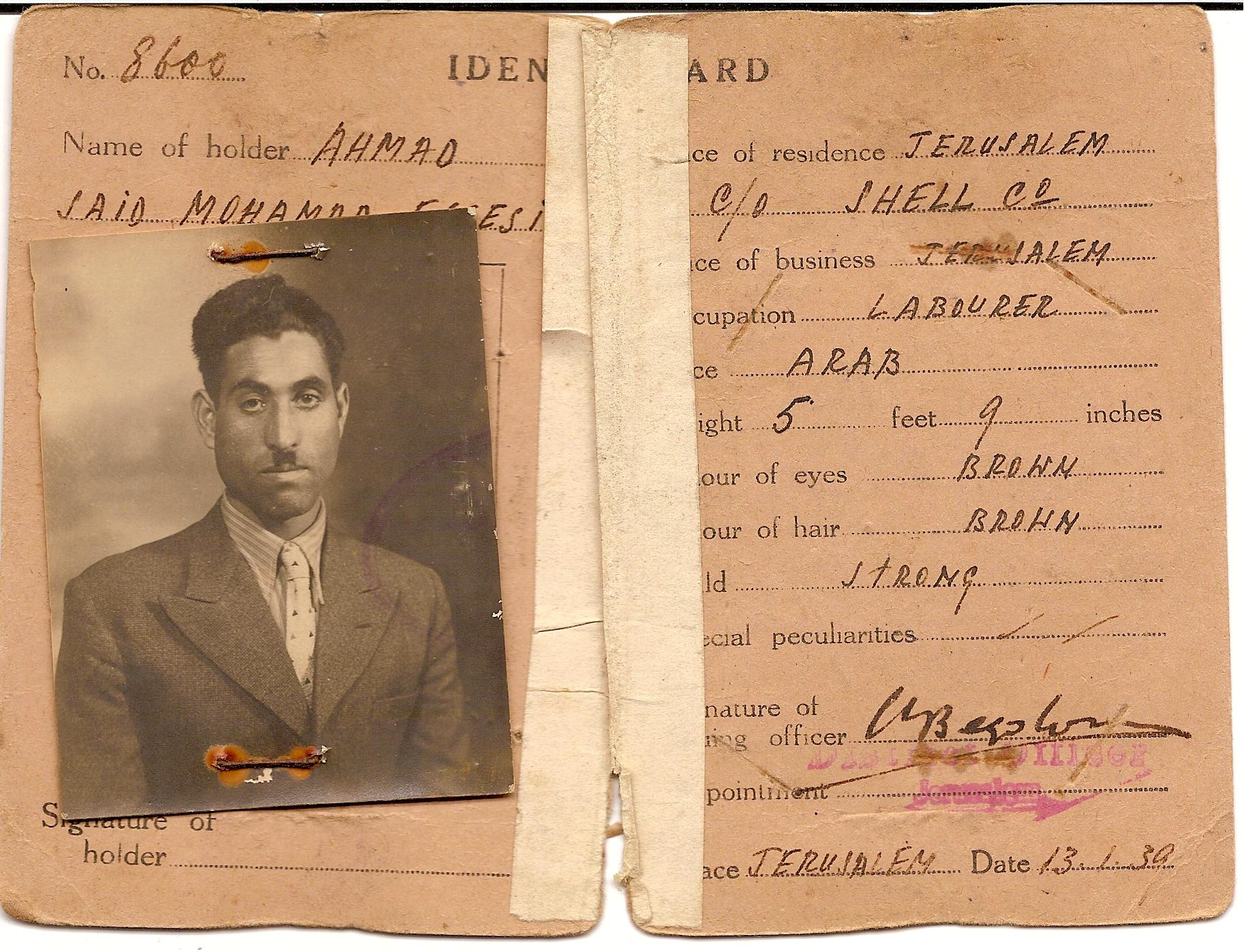
アフマド・サイードのパレスチナ難民身分証明書

1948年に起きたパレスチナからの大規模追放以来、帰還権問題を解決するための多くの試みがなされてきたが、大きな成果は上げられていない。
1949年、アメリカの国際連合調停委員会（UNCC）代表であるマーク・エザーリッジは、イスラエルがガザ地区の7万人のアラブ住民とその20万人の難民に完全な市民権を付与することを提案した。この提案は、当時エジプトの統治下であったガザ地区がイスラエルに併合することを条件としていた。イスラエルのUNCCへの代表団はこの提案を受け入れたが、アラブ諸政府、アメリカ政府、そしてイスラエル政府からも拒否され、批判を呼んだ。
1949年のローザンヌ会議では、イスラエルがUNCCに対して10万人までのパレスチナ難民の帰還を認める提案をした。イスラエルは、国家の安全と経済に支障をきたさないイスラエルが指定する地域に帰還者を定住させることを条件とした。アラブ諸政府はUNCCと非公式に連絡を取り合い、イスラエルの提案と大きく違う条件の元、この提案に同意した。それによると、10万人の帰還はパレスチナ分割決議でイスラエルに割り当てられた地域への帰還とすること、分割決議でアラブまたは国際管理下に割り当てられた地域から来た難民は全員直ちに帰還が許可されること、そしてイスラエル政府が帰還者の再定住地の制限しないことを条件とした。アラブ諸国の条件にイスラエルは合意を示さず、この提案は翌年7月に消滅。イスラエル外相のモシェ・シャレットは「その提案がなされた文脈は消え去り、イスラエルはもはやその提案に拘束されない」と宣言した。
1949年8月23日、アメリカはテネシー川流域開発公社の理事会議長であるゴードン・R・クラップを使節団として派遣した。この使節団は、パレスチナ難民を受け入れるアラブ諸国の能力を評価するための経済調査を任務とした。クラップは1950年2月16日にアメリカ合衆国下院外交委員会にヨルダンのアブドゥッラー1世を除いて、アラブ諸政府にはパレスチナ難民をアラブ諸国に再定住させる議論をする準備はしていないと説明した。使節団は、帰還が難民問題の最良の解決策であると結論付けたが、現状では慈善活動での支援しか可能でないと報告。またこの支援もヨルダン、ヨルダン川西岸地区、レバノン、シリアの4つの小規模なパイロットプロジェクトに限定することを進言した。
1950年12月2日、国連総会は賛成46、反対0、棄権6で国連決議393を可決。この決議は、1951年7月1日から1952年6月30日までの期間に少なくとも3,000万ドル相当をパレスチナ難民の「帰還または再定住」による再統合に割り当て、国連総会決議194第11条を尊重した恒久的な再定住および支援から自立を目指した 。この目標に向けて、アメリカは2,500万ドル相当、イスラエルは280万ドル相当、アラブ諸国は約60万ドル相当を誓約した。
1951年11月29日、当時のUNRWA所長であるジョン・B・ブランフォード Jr. は、パレスチナ難民の救済に5,000万ドル、彼らが居住するコミュニティへの統合に2億ドルを費やすことを提案、翌年1月に国連総会はその提案を受け入れた。『ニューヨーク・タイムズ』は、ブランフォードが15万人から25万人のパレスチナ難民の経済基盤を構築することで、再定住がアラブ社会にとってより実現可能で持続可能なものにすることを目指していたと報じた。1955年、UNRWAの3代目所長となったヘンリー・リチャードソン・ラブイスは、パレスチナ難民の間で再定住支援プログラムに対する抵抗は強いと報告した。再定住支援プログラムを受け入れることは自宅に帰還する権利を放棄することに等しく、大きなプロジェクトであるほど自立支援プログラムに対する抵抗は顕著に見られた。
2003年のジュネーブ合意がパレスチナ、イスラエル双方の元閣僚や文化・知識人によって調印され、部分的な帰還権について言及されたが、イスラエル政府とパレスチナ政府の公式代表ではない民間の合意であり、拘束力は存在しない。
2013年、ボストン大学で帰還権会議が開催された。